# Transformada de Hilbert

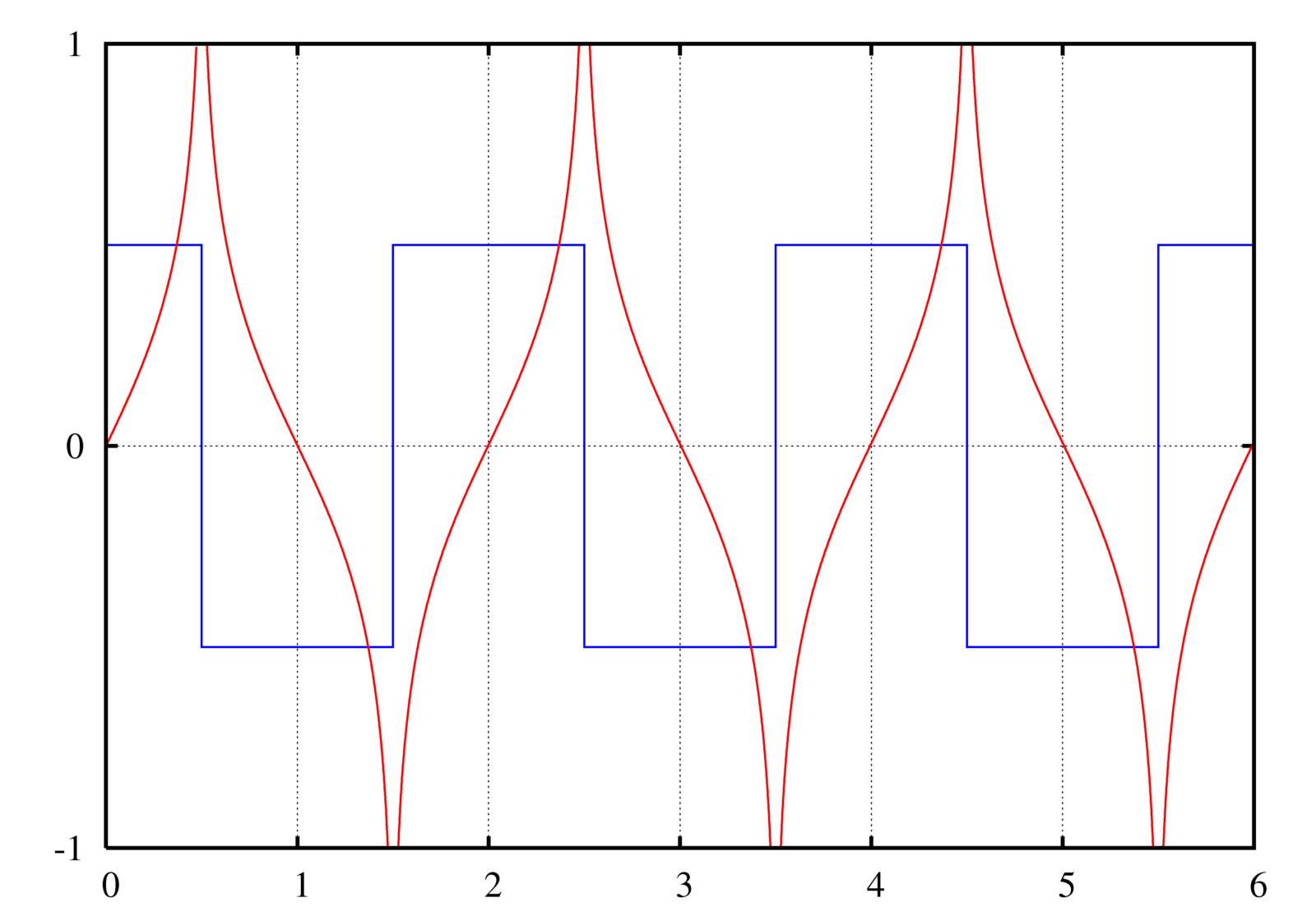
La transformada de Hilbert (en vermell) d'una ona quadrada (en blau).

En matemàtiques i en processament de senyals, la transformada de Hilbert {\displaystyle {\mathcal {H}}} d'una funció real {\displaystyle s(t)\,} s'obté mitjançant la convolució dels senyals {\displaystyle s(t)} i {\displaystyle 1/(\pi t)} obtenint {\displaystyle {\widehat {s}}(t)}. Per tant, la transformada de Hilbert {\displaystyle {\widehat {s}}(t)} es pot interpretar com la sortida d'un sistema LTI amb entrada {\displaystyle s(t)} i resposta a l'impuls {\displaystyle 1/(\pi t)}.

## Aplicacions
És una eina matemàtica útil per descriure l'envolupant complexa d'un senyal modulat per una portadora real. La seva definició és:

{\displaystyle {\widehat {s}}(t)={\mathcal {H}}\{s\}(t)=(h*s)(t)={\frac {1}{\pi }}\int _{-\infty }^{\infty }{\frac {s(\tau )}{t-\tau }}\,d\tau .\,}

on {\displaystyle \scriptstyle h(t)=1/\pi t}, considerant la integral com el valor principal (cosa que evita la singularitat {\displaystyle \tau =t\,}).
Utilitzant {\displaystyle {\widehat {s}}(t)} es pot construir el senyal analític de s(t) com a:
{\displaystyle S_{a}(t)=s(t)+i{\widehat {s}}(t)}
La transformada de Hilbert posseeix una resposta en freqüència donada per la transformada de Fourier:
{\displaystyle H(\omega )={\mathcal {F}}\{h\}(\omega )\,={\begin{cases}+j\,&{\mbox{si }}\omega <0\,\\-j\,&{\mbox{si }}\omega >0\,\end{cases}}}
o, de manera equivalent:
{\displaystyle H(\omega )={\mathcal {F}}\{h\}(\omega )\,=-j\cdot \operatorname {sgn}(\omega )}
{\displaystyle j\,} (o també {\displaystyle i\,}) és la unitat imaginària.
I, com que:
{\displaystyle {\mathcal {F}}\{{\widehat {s}}\}(\omega )=H(\omega )\cdot {\mathcal {F}}\{s\}(\omega )},
la transformada de Hilbert produeix l'efecte de desplaçar la component de freqüències negatives de {\displaystyle s(t)\,} +90° i les part de freqüències positives -90°.

### Transformada inversa de Hilbert
També, {\displaystyle H^{2}(\omega )=-1\,}, per la qual cosa multiplicant l'equació anterior per {\displaystyle -H(\omega )\,}, s'obté que:
{\displaystyle {\mathcal {F}}\{s\}(\omega )=-H(\omega )\cdot {\mathcal {F}}\{{\widehat {s}}\}(\omega )}
d'on s'obté la transformada inversa de Hilbert :
{\displaystyle S(t)=-(h*{\widehat {s}})(t)=-{\mathcal {H}}\{{\widehat {s}}\}(t).\,}

## Exemples de transformades
| Senyal {\displaystyle s(t)\,}                    | Transformada de Hilbert {\displaystyle {\mathcal {H}}\{s\}(t)}                       |
| ------------------------------------------------ | ------------------------------------------------------------------------------------ |
| {\displaystyle \sin(t)\,}                        | {\displaystyle -\cos(t)\,}                                                           |
| {\displaystyle \cos(t)\,}                        | {\displaystyle \sin(t)\,}                                                            |
| {\displaystyle 1 \over t^{2}+1}                  | {\displaystyle t \over t^{2}+1}                                                      |
| {\displaystyle \sin(t) \over t} Funció sinc      | {\displaystyle 1-\cos(t) \over t}                                                    |
| {\displaystyle \sqcap (t)} Funció rectangle      | {\displaystyle {1 \over \pi }\ln \left\|{t+{1 \over 2} \over t-{1 \over 2}}\right\|} |
| {\displaystyle \Delta (t)} Funció delta de Dirac | {\displaystyle {1 \over \pi t}}                                                      |